# Fréjus Zerbo
Pour les articles homonymes, voir Fréjus et Zerbo (homonymie).
Fréjus Zerbo, né le 2 avril 1989 à Yaba, est un joueur de basket-ball professionnel ivoirien. Il occupe le poste de pivot.

## Biographie
Né au Burkina Faso, Fréjus Zerbo a passé une partie de son enfance en Côte d'Ivoire avant de rallier la France en intégrant le centre de formation du STB Le Havre.
Il rejoint le Limoges CSP, alors en Pro B, en 2011.
En août 2013, il participe à l'AfroBasket 2013 avec la Côte d'Ivoire.
Avec Limoges, il remporte notamment 4 titres en 4 ans. Au cours des années, il devient l'un des joueurs préférés du public de Beaublanc qui entonne  "Zerrrbo! Zerrrbo! Zerrrbo!..." à chaque coup d'éclat. 
Il fut déterminant lors du match 4 de la finale de Pro A en 2015 face au Strasbourg Illkirch-Graffenstaden Basket avec un festival de 16 points et 5 rebonds en 23 minutes, et permit au Limoges CSP de décrocher le titre de Champion de France de Pro A pour la 11e fois.
Le 1er juillet 2015, Fréjus Zerbo prolonge son contrat de 5 ans avec le CSP.
A la fin de la saison 2016-2017, il est le seul joueur à être conservé par Limoges.
En décembre 2017, l'AS Monaco demande à se faire prêter Fréjus mais cela ne se fait pas en raison de la volonté de Fréjus de garder son appartement à Limoges. En janvier 2018, Fréjus Zerbo est prêté par le CSP à Antibes jusqu'à la fin de la saison, mais il reste sous contrat avec Limoges jusqu'au 30 juin 2020,.
Le 19 août 2018, il trouve un accord avec Limoges pour rompre son contrat de cinq ans.
À partir du 8 octobre 2018, sans contrat, il s'entraîne avec la Jeunesse laïque de Bourg-en-Bresse. Le 14 novembre 2018, il est engagé au sein de l'effectif bressan en pigiste médical de Zachery Peacock.

## Clubs
- 2007-2009 :  Le Havre (Pro A)
- 2009-2011 :  Gravelines Dunkerque (Pro A)
- 2011-2018 :  Limoges CSP (Pro B et Pro A)
  - Janvier 2018-Mai 2018 :  Olympique d'Antibes (Pro A)
- 2018-2020 :  Jeunesse laïque de Bourg-en-Bresse (Jeep Élite)
- 2020-2022 :  Aix Maurienne Savoie Basket (Pro B)

## Palmarès
- 2011 : Semaine des As avec le BCM Gravelines Dunkerque
- 2012 : Finaliste de la Coupe de France avec le Limoges CSP
- 2012 : Champion de France Pro B avec le Limoges CSP
- 2012 : Vainqueur du Match des Champions avec le Limoges CSP
- 2014 : Champion de France Pro A avec le Limoges CSP
- 2015 : Champion de France Pro A avec le Limoges CSP